# Ovella roja mallorquina

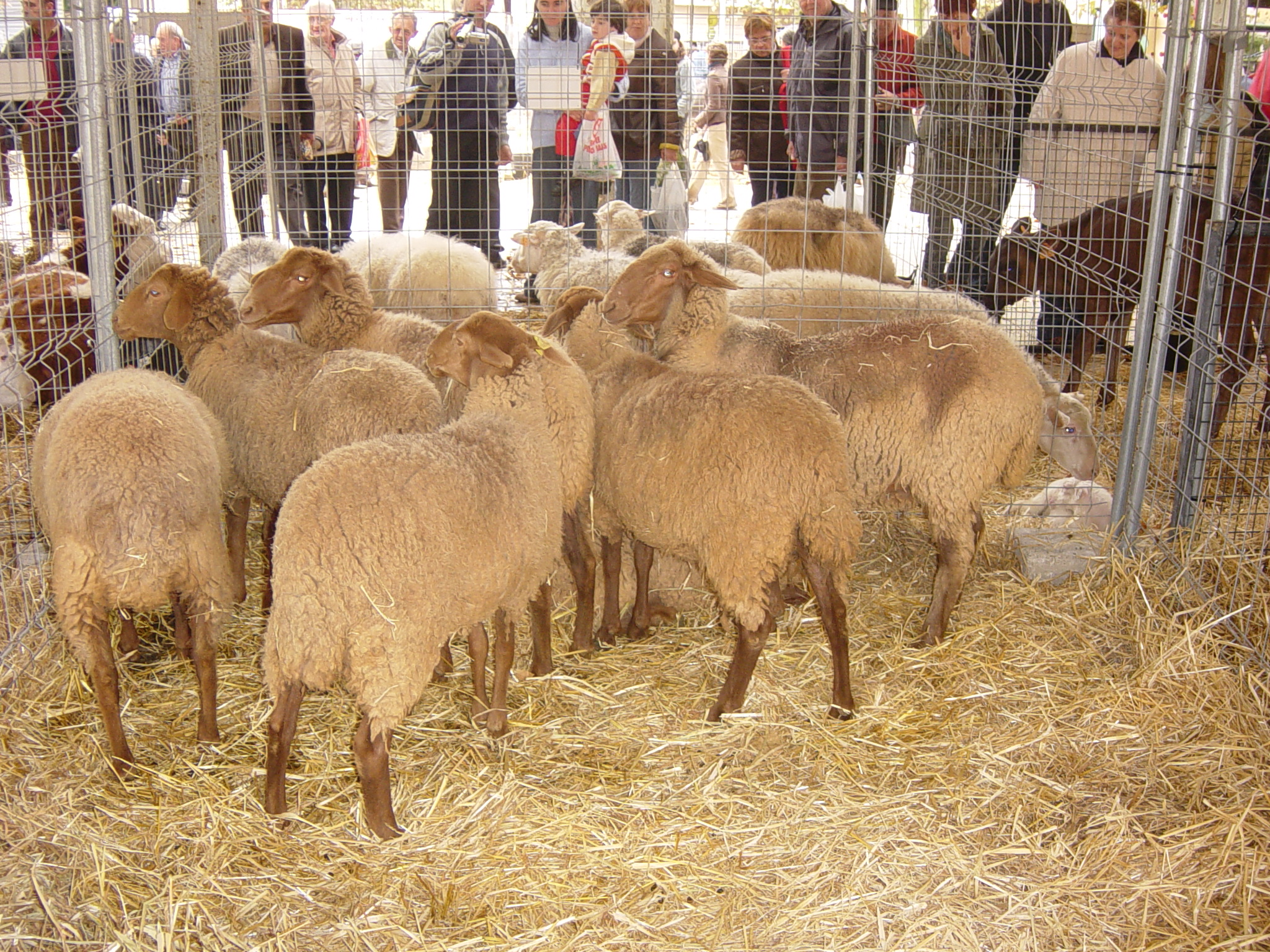
Un ramat d'ovelles roges

L'ovella roja mallorquina procedeix de l'encreuament de races europees amb africanes. 	
És un grup molt reduït d'ovelles de Mallorca, que es coneix també amb la denominació de "coeta", en clara referència al gruix de la coa, i que té la consideració de raça amb un morfotipus ben definit a l'Illa de Mallorca.
Aquesta raça disposa de Llibre genealògic que gestiona l'Associació de Ramaders de l'Ovella de Raça Roja.
El cens dels animals en puresa, obtingut a través l'Associació és reduït, però està augmentant aquests darrers anys.
Malgrat que no és una raça especialitzada en la producció càrnia, la seva treta principal és la venda de cries per a consum, amb un pes viu de 24-26 quilos.
Tradicionalment, i com que aquesta raça és bona productora de llet, les cries no es desmamen fins al moment de la venda.
És un animal fonamentalment de pastura, molt rústic, acomodat als terrenys de climatologia seca, capaç d'aguantar les èpoques de sequera, la qual cosa fa que sigui molt apreciat a les àrees del sud de Mallorca i, especialment, als municipis de Llucmajor, Algaida, Montuïri i Campos.

## Origen
Des del punt de vista genètic, la raça roja mallorquina deriva de l'encreuament de dos troncs de bestiar oví, un procedent del sud del continent europeu, i l'altre dels països del nord d'Àfrica, que ha aportat les característiques diferencials d'aquesta raça, com són la coloració roja, la llana entrefina i la coa ampla.

## Descripció
És un animal molt resistent, de temperament tranquil, de color roig i llana groguenca de tipus entrefí. És un animal més gros que la raça mallorquina de capa blanca, i les ovelles fan, en l'edat adulta, un pes viu de 45 a 60 quilos, en tant que els mascles en fan de 90 a 100.
El cap és allargat i gros, amb la línia frontonasal de perfil subconvex, malgrat en les femelles es presenta amb certa freqüència el perfil recte. Les femelles són sempre sulles, i els mascles, les poques vegades que tenen banyes, són de tipus molt rudimentari. Les orelles són grosses i lleugerament caigudes.
El coll és llarg i fort, i el cos és ample i profund, amb la gropa lleugerament inclinada, aspecte aquest que canvia quan els animals estan ben alimentats, pel dipòsit de greix que s'acumula sota la pell, la qual cosa pot motivar algunes vegades la impressió que la gropa és més alta que la creu. Les extremitats són fortes, gruixades i ben aplomades. Els potons són pigmentats.
La coa és relativament curta i té forma de triangle amb el vèrtex cap a baix. És, tal vegada, la característica més destacada d'aquesta raça. Serveix de dipòsit de greix, que actua de reserva per a ser utilitzat en èpoques d'alimentació deficitària o de baixa qualitat.
La pell és elàstica, fina i sense plecs, i el pèl de cobertura és curt, llis i brillant. El color de la pell és roig intens, encara que en un nombre significatiu d'aquests, la capa és d'un roig més pàl·lid.
Les cries, en néixer, presenten un color obscur, i a mesura que creix la llana i augmenten l'edat, disminueix la intensitat de la pigmentació. És també freqüent en les cries, quan neixen la presència d'una taca blanca a la part distal de la coa.
El velló és blanc grogós (crema), de tipus entrefí; cobreix sols el que és el tronc del cos, arribant per la part superior fins a l'altura de les orelles, i deixant al descobert el cap, les extremitats des dels avantbraços i les cames, les aixelles i les bragades, i el ventre.

## Ús
La producció d'aquesta ovella està orientada vers la carn. La carn de xai d'aquesta raça es consumeix de moltes maneres: fregida, al forn, a la brasa, etc. És un dels menjars més populars i coneguts a Mallorca. Avui en dia també s'utilitza la llet d'aquesta raça per produir formatge.

## Estat actual de protecció
És una raça molt escassa que tendeix a desaparèixer encara que es prenguin mesures de protecció.